# Melomys dollmani
Melomys dollmani — вид гризунів родини мишевих. Мешкає в східних гірських районах Папуа-Нової Гвінеї на висоті щонайменше 1200 метрів на схилах гір Хаген і Сіса. Однак на схід від району Окапа він не зустрічається. Це деревний вид, що зустрічається в гірських вторинних і деградованих лісах, віддаючи перевагу вологим тропічним середовищам. Раніше вважався підвидом Melomys rufescens. Вид занесено до Червоного списку МСОП як найменш занепокоєний через його широкий ареал, відсутність загроз і толерантність до втручання людьми.

## Морфологічна характеристика
Дрібний гризун, довжина голови й тулуба від 130 до 144 мм, довжина хвоста від 175 до 195 мм, довжина лапи від 27 до 31 мм, довжина вуха від 17 до 18 мм. Хутро довге, щільне і м'яке. Верхня частина тіла яскраво-коричнева з білуватою основою волосся, тоді як нижня частина тіла білувата, з більш темною основою лише з боків. Хвіст довший за голову й тулуб, зверху чорнувато-коричневий, знизу світліший і має близько 17 кілець лусочок на сантиметр.

## Поведінка
Це деревний вид.